# Juan Imhoff
Juan José Imhoff (Rosario, 11 maggio 1988) è un rugbista a 15 argentino  che gioca nel ruolo tre quarti ala con il Racing Métro 92 nel campionato Top 14.

## Biografia
Imhoff iniziò a muovere i suoi primi passi nel rugby giocando nel 2009 con il Duendes, squadra della sua città natale di Rosario, vincendo due volte il Nacional de Clubes lo stesso anno e nel 2011. Il 20 maggio 2009 fece anche il suo debutto internazionale con l'Argentina affrontando il Cile in una partita valevole per il campionato sudamericano di rugby.
Nel 2011 Juan Imhoff militò nei Pampas XV, vincendo in quell'anno con la selezione argentina la Vodacom Cup. In seguito si trasferì in Francia per giocare con il Racing Métro 92 nel Top 14. Il C.T. Santiago Phelan lo convocò per disputare la Coppa del Mondo di rugby 2011, dove segnò due mete nella fase a gironi. Imhoff venne contattato dalla federazione argentina di rugby (UAR) per entrare a far parte della nuova franchigia costituita nel 2015 per disputare il Super Rugby, ma il giocatore preferì prolungare di altri due anni il suo contratto con il Racing Métro.
Imhoff fu l'autore di tre mete nella storica prima vittoria dell'Argentina contro il Sudafrica, sconfitto 37-25 a Dunedin durante il Rugby Championship 2015.

## Palmarès
- Campionati francesi: 1
Racing Métro 92: 2015-16
- Campionati sudamericani: 1
Argentina: 2009
- Nacional de Clubes: 2
Duendes: 2009, 2011
- Vodacom Cup: 1
Pampas XV: 2011